# Lyssomanes tristis
Lyssomanes tristis là một loài nhện trong họ Salticidae.
Loài này thuộc chi Lyssomanes. Lyssomanes tristis được Peckham & Wheeler miêu tả năm 1889.